# Soricomys montanus
Soricomys montanus (Balete, Rickart, Heaney, Alviola, M.V. Duya, M.R.M.Duya, Sosa & Jansa, 2012) è un roditore della famiglia dei Muridi endemico dell'isola di Luzon.

## Descrizione

### Dimensioni
Roditore di piccole dimensioni, con la lunghezza della testa e del corpo tra 93 e 103 mm, la lunghezza della coda tra 85 e 98 mm, la lunghezza del piede tra 22 e 25 mm, la lunghezza delle orecchie tra 13 e 15 mm e un peso fino a 31 g.

### Aspetto
Il corpo è esile. Il colore delle parti dorsali è bruno-rossastro scuro, leggermente più chiaro sul ventre. Le labbra e il naso sono bruno-grigiastro chiaro. Le palpebre sono contornate di nero e circondate da un anello di corti peli bruno-rossastri chiari. Le vibrisse sono lunghe e variano dal grigio scuro al nero. Le orecchie sono rotonde, uniformemente grigio scure e ricoperte di corti peli grigio scuri. I piedi sono sottili e muniti di lunghe dita e lunghi artigli opachi. Il dorso delle zampe posteriori è uniformemente bruno-grigiastro, più scuro sulla pianta dei piedi. Le zampe anteriori sono esili, le dita sono lunghe e sottili, ognuna fornita di un artiglio opaco e ricurvo, eccetto il pollice, ridotto ad un tubercolo con un'unghia. Il dorso delle zampe anteriori e il palmo delle mani è uniformemente bruno-grigiastro chiaro. La coda è lunga circa quanto la testa ed il corpo. Il cariotipo è 2n=44 FN=52.

## Biologia

### Comportamento
È una specie terricola e prevalentemente diurna.

### Alimentazione
Si nutre principalmente di lombrichi.

### Riproduzione
Femmine catturate in marzo avevano grandi mammelle ma non erano gravide, mentre i maschi avevano i testicoli discesi nello scroto.

## Distribuzione e habitat
Questa specie è conosciuta soltanto sulla parte meridionale della cordigliera centrale a nord dell'isola di Luzon, nelle Filippine.
Vive nelle foreste mature e muschiose leggermente disturbate tra 1.800 e 2.690 metri di altitudine.

## Conservazione
Questa specie, essendo stata scoperta solo recentemente, non è stata sottoposta ancora a nessun criterio di conservazione.